# Glaucidium cuculoides
Glaucidium cuculoides е вид птица от семейство Совови (Strigidae).

## Разпространение
Видът е разпространен в Бангладеш, Бутан, Виетнам, Индия, Камбоджа, Китай, Лаос, Мианмар, Непал, Пакистан и Тайланд.